# Zufrittspitze
Die Zufrittspitze (italienisch Gioveretto) ist ein 3439 Meter hoher Berg im Zufrittkamm, an diesem Abschnitt auch Marteller Hauptkamm genannt, einer Bergkette der Ortler-Alpen in den südlichen Ostalpen. Er liegt in der italienischen autonomen Provinz Südtirol im Nationalpark Stilfserjoch. Nach Norden, Osten, Süden und Westen sendet die Spitze ausgeprägte, teilweise begehbare Grate aus. Der Berg erscheint von Westen aus gesehen als symmetrische Felspyramide, die wegen ihrer leichten Erreichbarkeit von der Grünseehütte aus im Sommer oft begangen wird. Zuerst bestiegen wurde die Zufrittspitze am 9. August 1868 durch den Kartografen und Alpenforscher Julius Payer, den Bergführer Johann Pinggera aus Sulden und zwei namentlich nicht bekannte Träger über das Zufrittjoch und den Südgrat.

## Umgebung

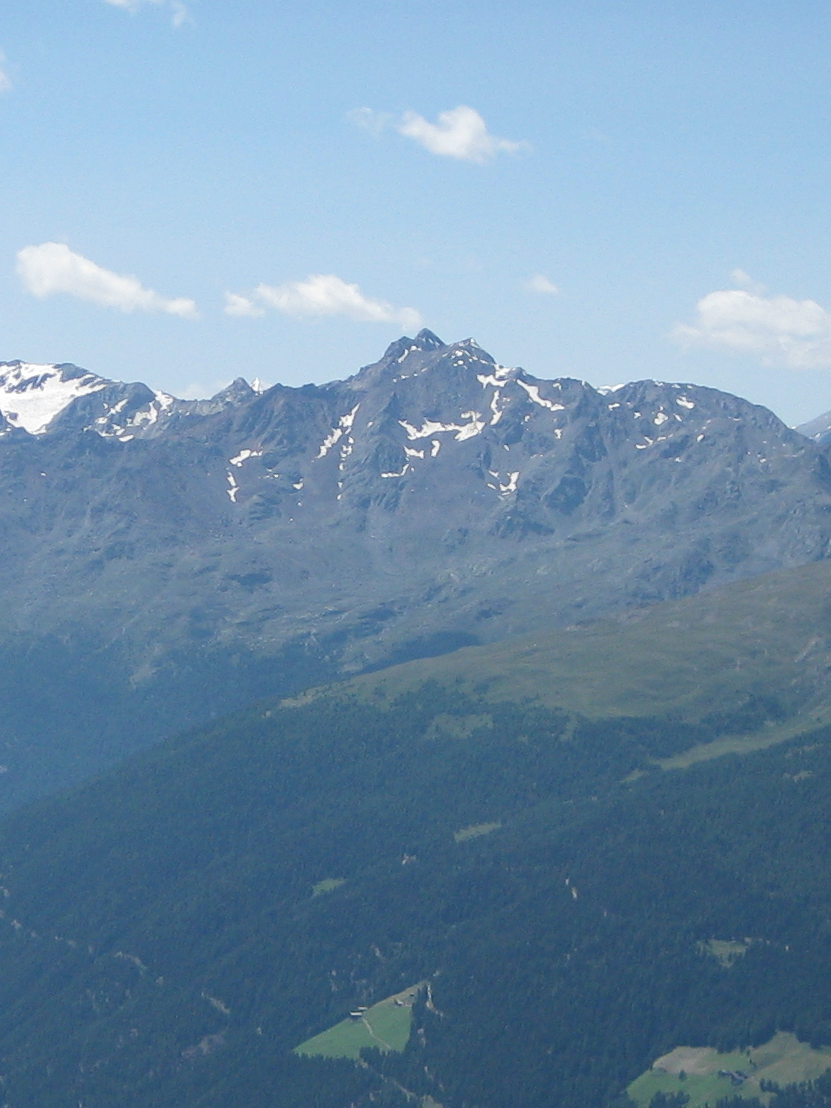
Die Zufrittspitze von der östlich gelegenen Ultner Hochwart aus gesehen

Die Zufrittspitze ragt zwischen dem Martelltal im Westen und dem Ultental im Osten auf. Nördlich und östlich des Gipfels liegt der Gletscher Soyferner, im Westen der Zufrittferner, sowie südwestlich ein kleiner Rest des einst erheblich größeren Lorchenferners. Benachbarte Berge sind im Verlauf des nach Südwesten einbiegenden Südgrats, getrennt durch das auf 3174 Metern Höhe gelegenen Zufrittjoch, die Weißbrunnspitze mit 3235 Metern Höhe und weiter entfernt, jenseits des Wegübergangs Weißbrunnerjoch (3165 m), die Lorchenspitze mit einer Höhe von 3347 Metern. Der Westgrat der Zufrittspitze fällt ins Zufritttal ab, an dessen unterem Ende im Martelltal der Zufrittsee (Wasserspiegel des Stausees auf 1850 m) liegt. Die nächste bedeutende Siedlung ist das zur Gemeinde Martell gehörende Dorf Gand im Martelltal, einem Seitental des Vinschgaus, das gut sechs Kilometer Luftlinie in nördlicher Richtung liegt. Sulden liegt etwa 15 Kilometer entfernt im Westen.

## Erstbesteigung
Der Weg der Erstbesteiger im Jahre 1868 führte von der Unteren Marteller Alpe, auf 2061 Metern Höhe im oberen Martelltal, aus in östlicher Richtung entlang des Plimabachs, am heutigen Zufrittsee vorbei ins Zufritttal und hinauf zum Zufrittferner. Nach Erreichen des Zufrittjochs bestieg man über den Südgrat den Gipfel. Die Gruppe brauchte etwa vier Stunden. Aus dem Bericht: Payer hatte sich schon vorher durch Genuss von Milch und ranzigem Speck einen Magenkatarrh zugezogen und fühlte sich auf dem Gipfel sehr unwohl. Die unausgesetzten, mehrwöchentlichen Anstrengungen im Zustande defecter Gesundheit hatten ihren Einfluss auf den willensstarken Mann nicht verfehlt, und nach genossenem Mahle musste er sich setzen, um einer Ohnmacht zu entgehen (aus Eduard Richter, Die Erschließung der Ostalpen). Mit der Zufrittspitze schloss Payer die bergsteigerische Erschließung und Kartierung der Ortler-Alpen ab und wandte sich ab 1869 der Nordpolerforschung zu.

## Stützpunkte und Routen
Der heutige Normalweg auf die Zufrittspitze folgt im Prinzip den Erstersteigern. Als Stützpunkt dient allerdings heute die östlich gelegene Grünseehütte, am Nordostufer des Grünsees auf 2561 Metern Höhe gelegen. Der Weg führt in nördlicher Richtung am See vorbei hinauf zum Südwestgrat. In leichter Kletterei im Schwierigkeitsgrad UIAA I-II kann der Gipfel in drei bis vier Stunden erreicht werden. Weitere Routen führen seit 1922 durch die Westwand, über die nördlichen Grate und als Hochtour von Norden her über den Soyferner. Skitourengeher erreichen im Frühjahr die Zufrittspitze über den oberen Zufrittferner.